# Paul Terry (animateur)
Pour les articles homonymes, voir Paul Terry et Terry.
Paul Terry est un animateur, producteur, scénariste et réalisateur américain né le 19 février 1887 à San Mateo, Californie (États-Unis), mort le 25 octobre 1971 à New York (États-Unis).

## Biographie
C'est un des producteurs les plus prolifiques : il a produit plus de 1 300 dessins animés (cartoons) entre 1915 et 1955, date à laquelle il revend son studio Terrytoons. Il a notamment réalisé le méconnu Dinner Time, le premier dessin animé comportant du son intégré à la pellicule. 

## Filmographie

### Comme scénariste
- 1915 : Little Herman
- 1915 : Down on the Phoney Farm
- 1917 : 20,000 Feats Under the Sea
- 1917 : Golden Spoon Mary
- 1917 : Some Barrier
- 1917 : His Trial
- 1920 : The Bone of Contention
- 1923 : Farmer Al Falfa's Bride
- 1923 : Farmer Al Falfa's Pet Cat
- 1930 : Caviar
- 1930 : Hot Turkey
- 1930 : Spanish Onions
- 1930 : Pretzels
- 1930 : Indian Pudding
- 1930 : Roman Punch
- 1930 : Hawaiian Pineapples
- 1930 : Swiss Cheese
- 1930 : Codfish Balls
- 1930 : Hungarian Goulash
- 1930 : Bully Beef
- 1930 : Kangaroo Steak
- 1930 : Monkey Meat
- 1930 : Chop Suey
- 1930 : French Fried
- 1930 : Dutch Treat
- 1930 : Irish Stew
- 1930 : Fried Chicken
- 1930 : Jumping Beans
- 1930 : Scotch Highball
- 1930 : Salt Water Taffy
- 1930 : Golf Nuts
- 1930 : Pigskin Capers
- 1931 : Razzberries
- 1931 : Popcorn
- 1931 : Club Sandwich
- 1931 : Go West, Big Boy
- 1931 : Quack, Quack
- 1931 : The Explorer
- 1931 : Clowning
- 1931 : Sing, Sing Song
- 1931 : The Fireman's Bride
- 1931 : The Sultan's Cat
- 1931 : A Day to Live
- 1931 : 2000 B.C.
- 1931 : Blues
- 1931 : By the Sea
- 1931 : Her First Egg
- 1931 : Jazz Mad
- 1931 : Canadian Capers
- 1931 : Jesse and James
- 1931 : The Champ
- 1931 : Around the World
- 1931 : Jingle Bells
- 1931 : The Black Spider
- 1931 : China
- 1931 : The Lorelei
- 1931 : Summer Time
- 1931 : Aladdin's Lamp
- 1932 : The Villain's Curse
- 1932 : Noah's Outing
- 1932 : The Spider Talks
- 1932 : Peg Leg Pete
- 1932 : Play Ball
- 1932 : Ye Olde Songs
- 1932 : Bull-ero
- 1932 : Radio Girl
- 1932 : Woodland
- 1932 : Romance
- 1932 : Farmer Al Falfa's Bedtime Story
- 1932 : Bluebeard's Brother
- 1932 : The Mad King
- 1932 : Cocky Cock Roach
- 1932 : Spring Is Here
- 1932 : Farmer Al Falfa's Ape Girl
- 1932 : Sherman Was Right
- 1932 : Burlesque
- 1932 : Southern Rhythm
- 1932 : Farmer Al Falfa's Birthday Party
- 1932 : College Spirit
- 1932 : Hook and Ladder No. 1
- 1932 : The Forty Theves
- 1932 : Toyland
- 1932 : Hollywood Diet
- 1932 : Ireland or Bust
- 1933 : Jealous Lover
- 1933 : Robin Hood
- 1933 : Hansel and Gretel
- 1933 : The Tale of a Shirt
- 1933 : Down on the Levee
- 1933 : Who Killed Cock-Robin
- 1933 : Oh! Susanna
- 1933 : Romeo and Juliet
- 1933 : Pirate Ship
- 1933 : Tropical Fish
- 1933 : Cinderella
- 1933 : King Zilch
- 1933 : The Banker's Daughter
- 1933 : The Old Can Mystery
- 1933 : Fanny in the Lion's Den
- 1933 : Hypnotic Eyes
- 1933 : Grand Uproar
- 1933 : Pick-necking
- 1933 : Fanny's Wedding Day
- 1933 : A Gypsy Fiddler
- 1933 : Beanstalk Jack
- 1933 : The Village Blacksmith
- 1933 : Robinson Crusoe
- 1933 : Little Boy Blue
- 1933 : In Venice
- 1933 : The Sunny South
- 1934 : Holland Days
- 1934 : The Three Bears
- 1934 : Rip Van Winkle
- 1934 : The Last Straw
- 1934 : The Owl and the Pussycat
- 1934 : A Mad House
- 1934 : Joe's Lunch Wagon
- 1934 : Just a Clown
- 1934 : The King's Daughter
- 1934 : The Lion's Friend
- 1934 : Pandora
- 1934 : Slow But Sure
- 1934 : See the World
- 1934 : My Lady's Garden
- 1934 : Irish Sweepstakes
- 1934 : Busted Blossoms
- 1934 : Mice in Council
- 1934 : Why Mules Leave Home
- 1934 : Jail Birds
- 1934 : The Black Sheep
- 1934 : The Magic Fish
- 1934 : Hot Sands
- 1934 : Tom, Tom the Piper's Son
- 1934 : Jack's Shack
- 1934 : South Pole or Bust
- 1934 : The Dog Show
- 1935 : The First Snow
- 1935 : What a Night
- 1935 : The Bull Fight
- 1935 : Peg Leg Pete, the Pirate
- 1935 : Fireman, Save My Child
- 1935 : The Moth and the Spider
- 1935 : Old Dog Tray
- 1935 : Flying Oil
- 1935 : Five Puppets
- 1935 : The Runt
- 1935 : A Modern Red Riding Hood
- 1935 : Opera Night
- 1935 : King Looney XIV
- 1935 : Moans and Groans
- 1935 : Amateur Night
- 1935 : The Foxy-Fox
- 1935 : Chain Letters
- 1935 : Birdland
- 1935 : Circus Days
- 1935 : Hey Diddle Diddle
- 1935 : Foiled Again
- 1935 : Football
- 1935 : A June Bride
- 1935 : Aladdin's Lamp
- 1935 : Southern Horse-pitality
- 1935 : Ye Olde Toy Shop
- 1935 : The Mayflower
- 1936 : The Feud
- 1936 : The 19th Hole Club
- 1936 : Alpine Yodeler
- 1936 : Home Town Olympics
- 1936 : Barnyard Amateurs
- 1936 : Off to China
- 1936 : The Western Trail
- 1936 : A Wolf in Cheap Clothing
- 1936 : Rolling Stones
- 1936 : The Busy Bee
- 1936 : The Sailor's Home
- 1936 : A Tough Egg

### comme réalisateur
- 1915 : Little Herman
- 1915 : Down on the Phoney Farm
- 1916 : Farmer Al Falfa's Catastrophe
- 1916 : Farmer Al Falfa Invents a New Kite
- 1916 : Farmer Al Falfa's Scientific Dairy
- 1916 : Farmer Al Falfa and His Tentless Circus
- 1916 : Farmer Al Falfa's Watermelon Patch
- 1916 : Farmer Al Falfa's Egg-Citement
- 1916 : Farmer Al Falfa's Revenge
- 1916 : Farmer Al Falfa's Wolfhound
- 1916 : Farmer Al Falfa Sees New York
- 1916 : Farmer Al Falfa's Prune Plantation
- 1916 : Farmer Al Falfa's Blind Pig
- 1917 : 20,000 Feats Under the Sea
- 1917 : Golden Spoon Mary
- 1917 : Farmer Al Falfa's Wayward Pup
- 1917 : Character as Revealed by the Nose
- 1917 : Some Barrier
- 1917 : His Trial
- 1917 : Character as Revealed by the Eye
- 1917 : Character as Revealed by the Mouth
- 1917 : Character as Revealed by the Ear
- 1920 : The Bone of Contention
- 1921 : Cat and Mice
- 1922 : The Dissatisfied Cobbler
- 1922 : Love at First Sight
- 1923 : Farmer Al Falfa's Bride
- 1923 : The Cat's Whiskers
- 1923 : Farmer Al Falfa's Pet Cat
- 1923 : The Good Old Days
- 1924 : When Winter Comes
- 1924 : Trip to the Pole
- 1924 : An Ideal Farm
- 1924 : The Prodigal Pup
- 1925 : Transatlantic Flight
- 1925 : Ugly Duckling
- 1925 : English Channel Swim
- 1926 : Gold Push
- 1926 : Knight Out
- 1927 : The Broncho Buster
- 1927 : Human Fly
- 1927 : Rats in His Garrett
- 1928 : War Bride
- 1928 : The Flying Age
- 1928 : The Early Bird
- 1928 : Sunday on the Farm
- 1928 : Alaska or Bust
- 1928 : Dinner Time
- 1928 : Monkey Love
- 1928 : Big Game
- 1928 : Gridiron Demons
- 1928 : On the Links
- 1928 : Day Off
- 1928 : Barnyard Politics
- 1928 : Flying Hoofs
- 1928 : Mail Man
- 1928 : White Elephant
- 1928 : Land o' Cotton
- 1929 : Break of the Day
- 1929 : Wooden Money
- 1929 : Snapping the Whip
- 1929 : Sweet Adeline
- 1929 : Queen Bee
- 1929 : Grandma's House
- 1929 : Back to the Soil
- 1929 : Concentrate
- 1929 : Ball Park
- 1929 : Presto-Chango
- 1929 : Skating Hounds
- 1929 : Wood Choppers
- 1929 : Jail Breakers
- 1929 : House Cleaning Time
- 1929 : Bughouse College Days
- 1929 : The Big Scare
- 1929 : Stage Struck
- 1930 : Placide marin
- 1930 : Placide bohème
- 1930 : Placide aviateur
- 1930 : Placide aux enfers
- 1930 : Placide au sérail
- 1930 : Chinoiseries de placide
- 1930 : Salt Water Taffy
- 1934 : Holland Days
- 1934 : Rip Van Winkle
- 1934 : The Last Straw
- 1934 : The Owl and the Pussycat
- 1934 : A Mad House
- 1934 : Joe's Lunch Wagon
- 1934 : Just a Clown
- 1934 : The King's Daughter
- 1934 : The Lion's Friend
- 1934 : Pandora
- 1934 : Slow But Sure
- 1934 : See the World
- 1934 : My Lady's Garden
- 1934 : Irish Sweepstakes
- 1934 : Mice in Council
- 1934 : Why Mules Leave Home
- 1934 : Jail Birds
- 1934 : The Magic Fish
- 1934 : Hot Sands
- 1934 : Tom, Tom the Piper's Son
- 1934 : Jack's Shack
- 1934 : South Pole or Bust
- 1934 : The Dog Show
- 1935 : The First Snow
- 1935 : What a Night
- 1935 : The Bull Fight
- 1935 : Peg Leg Pete, the Pirate
- 1935 : Fireman, Save My Child
- 1935 : The Moth and the Spider
- 1935 : Old Dog Tray
- 1935 : Flying Oil
- 1935 : Five Puppets
- 1935 : A Modern Red Riding Hood
- 1935 : Opera Night
- 1935 : King Looney XIV
- 1935 : Moans and Groans
- 1935 : Amateur Night
- 1935 : The Foxy-Fox
- 1935 : Chain Letters
- 1935 : Birdland
- 1935 : Circus Days
- 1935 : Hey Diddle Diddle
- 1935 : Football
- 1935 : A June Bride
- 1935 : Aladdin's Lamp
- 1935 : Southern Horse-pitality
- 1935 : Ye Olde Toy Shop
- 1935 : The Mayflower
- 1936 : The Feud
- 1936 : The 19th Hole Club
- 1936 : Alpine Yodeler
- 1936 : Home Town Olympics
- 1936 : Barnyard Amateurs
- 1936 : Off to China
- 1936 : The Western Trail
- 1936 : The Sailor's Home
- 1936 : A Tough Egg
- 1936 : Kiko the Kangaroo
- 1937 : Bugs Beetle and His Orchestra
- 1937 : Puddy's Coronation
- 1937 : The Saw Mill Mystery